# Rally de Pontevedra de 2023
El Rally de Pontevedra, oficialmente 5.º Rally de Pontevedra, fue la quinta edición y la cuarta cita de la temporada 2023 del Campeonato de Galicia de Rally. Se celebró del 2 al 4 de junio y contó con un itinerario de diez tramos que sumaban un total de 113 km cronometrados.

## Itinerario
| Día   | Tramo | Nombre                       | Distancia | Hora  | Ganador      | Tiempo    | Líder        |
| ----- | ----- | ---------------------------- | --------- | ----- | ------------ | --------- | ------------ |
| Día 1 | TC1   | Sangenjo 365 días diferentes | 4.21 km   | 19:40 | Víctor Senra | 2:39.0    | Víctor Senra |
| Día 2 | TC2   | Meaño-Staroil 1              | 9.42 km   | 08:03 | Víctor Senra | 5:49.4    | Víctor Senra |
| Día 2 | TC3   | Cerdedo-Cotobade 1           | 15.26 km  | 09:06 | Víctor Senra | 8:11.7    | Víctor Senra |
| Día 2 | TC4   | Campo Lameiro-Moraña 1       | 11.65 km  | 09:57 | Víctor Senra | 6:21.2    | Víctor Senra |
| Día 2 | TC5   | Meaño-Staroil 2              | 9.42 km   | 12:57 | Víctor Senra | 5:52.5    | Víctor Senra |
| Día 2 | TC6   | Cerdedo-Cotobade 2           | 15.26 km  | 14:00 | Víctor Senra | 8:21.1    | Víctor Senra |
| Día 2 | TC7   | Campo Lameiro-Moraña 2       | 11.65 km  | 14:51 | Cancelado    | Cancelado | Víctor Senra |
| Día 2 | TC8   | Meaño-Staroil 3              | 9.42 km   | 17:51 | Víctor Senra | 5:54.5    | Víctor Senra |
| Día 2 | TC9   | Cerdedo-Cotobade 3           | 15.26 km  | 18:54 | Víctor Senra | 8:49.8    | Víctor Senra |
| Día 2 | TC10  | Campo Lameiro-Moraña 3       | 11.65 km  | 19:45 | Víctor Senra | 6:56.6    | Víctor Senra |

## Clasificación final
| Pos. | Piloto               | Copiloto            | Automóvil             | Tiempo         | Diferencia |
| ---- | -------------------- | ------------------- | --------------------- | -------------- | ---------- |
| 1.   | Víctor Senra         | David Vázquez       | Citroën C3 WRC        | 58:56.2        | 0.0        |
| 2.   | Alberto Meira        | Avelino Mártinez    | Škoda Fabia R5        | 1:00:14.2      | +1:17.9    |
| 3.   | José Manuel Lamela   | José Ángel Fente    | Škoda Fabia N5        | 1:01:50.0 0:10 | +2:53.7    |
| 4.   | Jorge Pérez Oliveira | Miriam Vera         | Suzuki Swift Sport R+ | 1:02:16.2      | +3:19.9    |
| 5.   | Alexis Vieitez       | Cristian Álvarez    | Nissan Micra N5       | 1:02:45.2      | +3:48.9    |
| 6.   | Javier Ramos         | José Antonio Pintor | Peugeot 208 T16       | 1:03:18.9      | +4:22.6    |
| 7.   | Daniel Berdomás      | Brais Mirón         | Toyota GR Yaris RZ    | 1:03:36.8      | +4:40.5    |
| 8.   | Tino Iglesias        | Jorge Iglesias      | Ford Fiesta N5        | 1:03:49.7      | +4:53.4    |
| 9.   | Alfonso Ventín       | Nuria González      | Peugeot 205 Proto     | 1:04:36.2      | +5:39.9    |
| 10.  | Manuel Fernández     | Álex Cid            | Peugeot 208 Rally4    | 1:05:07.0      | +6:10.7    |